# پاکسان
پاکسان یک شرکت ایرانی تولیدکنندهٔ محصولات شوینده و بهداشتی، آرایشی، دارویی و صنعتی است.

## محصولات

### مواد شوینده
- پودر لباسشویی: تحت برندهای سپید، برف، کیمیا و ارکید
- صابون: تحت برندهای گلنار، عروس، سیو و پریمکس
- شامپو: تحت برندهای سیو، ارکید و شبنم
- مایع ظرفشویی: تحت برندهای گلی، برف، پریمکس، ارکید و کیمیا
- مایع لباسشویی: تحت برندهای سپید ۱، سپید ۳، سپید ۵، پوش، پریمکس و ارکید
- صابون مایع: تحت برندهای سیو، ارکید و آرومکس

### محصولات صنعتی
این شرکت همچنین مواد مورد نیاز برخی صنایع از قبیل اسید چرب، گلیسیرین و اسید سولفونیک نیز تولید می‌کند.

## شرکت‌های تابعه
در جدول زیر فهرستی از شرکت‌های تابعه مجموعه پاکسان آمده‌است.
| نام شرکت      | سال تأسیس | مکان             |
| ------------- | --------- | ---------------- |
| شرکت گلتاش    | ۱۳۶۱      | اصفهان           |
| شرکت آلی شیمی | ۱۳۷۸      | قم               |
| پاکسان ایروان | ۱۳۷۸      | ایروان، ارمنستان |
| شرکت فراصرفه  | ۱۳۷۹      | تهران            |
| شرکت ساینا    | ۱۳۸۰      | ابهر             |
| مروارید هامون | ۱۳۸۱      | هامون            |
| یاران توسعه   | ۱۳۸۳      | تهران            |